# Тимоніно (Ком'янське сільське поселення)
Тимо́ніно (рос. Тимонино) — присілок у складі Грязовецького району Вологодської області, Росія. Входить до складу Ком'янського сільського поселення.

## Населення
Населення — 3 особи (2010; 3 у 2002).
Національний склад (станом на 2002 рік):
- росіяни — 100 %